# NGC 4764
NGC 4764 este o galaxie eliptică situată în constelația Fecioara. A fost descoperită în martie 1882 de către Ernst Wilhelm Tempel. Se află la o distanță de 60,3 de megaparseci de Pământ.